# 2880 Nihondaira
2880 Nihondaira eller 1983 CA är en asteroid i huvudbältet som upptäcktes den 8 februari 1983 av den japanska astronomen Tsutomu Seki vid Geisei-observatoriet. Den är uppkallad efter Nihondaira i Japan.
Asteroiden har en diameter på ungefär 7 kilometer och den tillhör asteroidgruppen Flora.